# Feuerwehr-Verdienstkreuz
Das Feuerwehr-Verdienstkreuz wurde am 25. Februar 1901 von Prinzregent Luitpold von Bayern für langjährige Dienste und Verdienste um das Feuerlöschwesen im Königreich Bayern gestiftet.
Das vergoldete Kreuz zeigt im ovalen Mittelschild das erhabene, nach links gewandte Brustbild des Stifters. Umlaufend in einem hellblauemaillierten Reif die Inschrift LUITPOLD PRINZRENT V. BAYERN mit der Jahreszahl 1901. Rückseitig die Inschrift FÜR FEUERWEHR VERDIENSTE.
Getragen wurde die Auszeichnung an einem himmelblauen Band mit sechs weißen Streifen auf der linken Brust.